# Once Caldas
Az Once Caldas Sociedad Anónima egy kolumbiai labdarúgóklub, melynek székhelye Manizalesben található. A klubot a Deportes Caldas és az Once Deportivo egyesülésével alapították 1961-ben. Jelenleg az első osztályban szerepel.
A kolumbiai bajnokságot 4 alkalommal nyerte meg. Egyszeres Copa Libertadores győztes.
Hazai mérkőzéseit az Estadio Palograndeban játssza. A stadion 43 678 fő befogadására alkalmas. A klub hivatalos színei: fehér-kék.

## Sikerlista
- Kolumbiai bajnok (4): 1950, 2003-I, 2009-I, 2010-II
- Copa Libertadores győztes (1): 2004
- Recopa Sudamericana döntős (1): 2005
- Interkontinentális kupa döntős (1): 2004